# Holy Wars… The Punishment Due
«Holy Wars… The Punishment Due» — песня американской треш-метал-группы Megadeth, открывающая трек-лист альбома Rust in Peace, выпущенного в 1990 году.

## Тематика лирики

### Holy Wars
Песня посвящена конфликту в Северной Ирландии между католиками и протестантами, а также наполнена отношением Дэйва Мастейна к религии.

### The Punishment Due
Текст «The Punishment Due» основан на персонаже комиксов компании Marvel Карателе.

## Видеоклип
Клип на песню «Holy Wars…» снимался в августе 1990 года во время войны в Персидском заливе. Видео состоит из отрывков теленовостей, посвященных военным конфликтам 1980-90-х годов (большинство из показанных — войны на Ближнем Востоке).

## Значение
В марте 2023 года группа авторов американского издания Rolling Stone включила композицию в список «100 величайших хеви-метал-песен всех времён». В этом рейтинге она заняла 28-ю позицию.

## Список композиций
7" версия
1. Holy Wars…The Punishment Due
2. Lucretia

12" версия
1. Holy Wars…The Punishment Due
2. Интервью с Дэйвом Мастейном

CD версия
1. Holy Wars…The Punishment Due
2. Lucretia
3. Интервью с Мастейном

## Участники записи
- Дэйв Мастейн — гитара, вокал
- Марти Фридман — гитара
- Дэвид Эллефсон — бас-гитара
- Ник Менца — барабаны

## Позиции в хит-парадах
| Хит-парад (1990)                      | Позиция |
| ------------------------------------- | ------- |
| Finland (The Official Finnish Charts) | 10      |
| Ирландия (IRMA)                       | 12      |
| Великобритания (OCC UK Singles)       | 24      |